# Cyanopsis costalis
Cyanopsis costalis är en tvåvingeart som beskrevs av Townsend 1917. Cyanopsis costalis ingår i släktet Cyanopsis och familjen parasitflugor. Inga underarter finns listade i Catalogue of Life.